# Mariturri

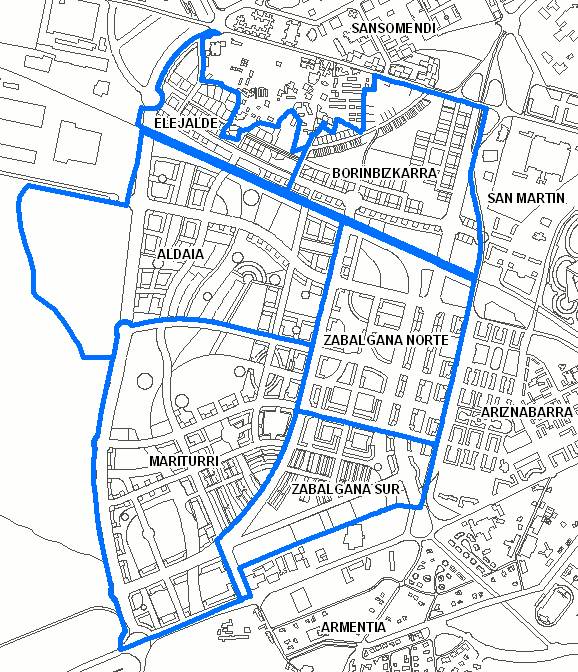
Plànol dels nous barris de Zabalgana. Mariturri és a baix a l'esquerra

Mariturri és un barri de la ciutat de Vitòria (Àlaba). Està emmarcat en el futur districte de Zabalgana i es caracteritza visualment per una gran filera de torres d'edificis, que han canviat el perfil de la ciutat. És el major dels barris del districte i està delimitat al nord pel barri d'Aldaia i el carrer Portal de Zuazo, al Sud pel bosc d'Armentia, lloc d'esbarjo dels de Vitòria, a l'oest per l'anell verd i a l'est pels barris de Zabalgana Nord i Zabalgana Sud. És el barri més proper als camps d'entrenament d'Ibaia, on entrena el Deportivo Alavés S.A.D. Des del barri de Mariturri podem accedir al Bosc o Parc de Zabalgana.

## Transport públic
Encara que en un futur està planejat que arribi una línia de tramvia al barri de moment solament hi arriben els autobusos de TUVISA (Transports Urbans de Vitòria-Gasteiz), en concret les següents línies:
- Línia 4 (Diürna) - Lakua-Mariturri[5]
- Línia 6 (Diürna) - Zabalgana-Salburua[6]
- Línia G3 (Nocturna) - Armentia-Zabalgana[7]